# Jaime Miranda Flamenco
Jaime Alfredo Miranda Flamenco (* 12. August 1955 in Aguilares, Departamento San Salvador) ist ein Politiker aus El Salvador.

## Leben
Miranda wurde am 27. Juni 2013 zunächst kommissarischer Außenminister, ehe er am 14. August 2013 als Nachfolger von Hugo Martínez formell als Außenminister im Kabinett von Präsident Mauricio Funes vereidigt wurde. Dieses Amt bekleidete er bis zum Amtsantritt von Präsident Salvador Sánchez Cerén am 1. Juni 2014 und wurde dann erneut von Hugo Martínez abgelöst.